# جو یه رین
جو یه رین (کره‌ای: 조예린؛ زادهٔ ۲۳ دسامبر ۲۰۰۸) بازیگر اهل کره جنوبی است. او به خاطر ایفای نقش هو ریونگ در عاشقان آسمان سرخ شهرت یافت.

## فیلم‌شناسی

### فیلم
| سال  | عنوان                   | نقش          | منابع |
| ---- | ----------------------- | ------------ | ----- |
| ۲۰۱۹ | کیم جی یونگ: متولد ۱۹۸۲ | دختر دبستانی | [ ۱ ] |

### مجموعه تلویزیونی
| سال  | عنوان               | نقش                              | منابع |
| ---- | ------------------- | -------------------------------- | ----- |
| ۲۰۱۴ | تنها عشق من         | سونگ دو وون (جوانی)              |       |
| ۲۰۱۵ | وسوسه فریبنده       | شین اون سو (جوانی)               |       |
| ۲۰۱۶ | باران گل ذهن من     | مین یونگ جی                      | [ ۲ ] |
| ۲۰۱۶ | حسادت آشکار         | لی پال گانگ (جوانی)              |       |
| ۲۰۱۷ | زن ناشناس           | کیم بوم (کلی کیم)                | [ ۳ ] |
| ۲۰۱۷ | عروس‌ها              | هوانگ اون بیول (جوانی)           | [ ۴ ] |
| ۲۰۱۸ | از میان امواج       | اوه بوک شیل (جوانی)              | [ ۵ ] |
| ۲۰۱۸ | فرزندان خدای کوچکتر | ایم اون هه                       |       |
| ۲۰۱۸ | قایم‌موشک            | مین چه رین (جوانی)               | [ ۶ ] |
| ۲۰۱۹ | هه‌چی                | چون یون یونگ / بوک دان (جوانی)   |       |
| ۲۰۱۹ | افسانه نوکدو        | دونگ دونگ جو / یو اون سو (جوانی) |       |
| ۲۰۲۱ | عاشقان آسمان سرخ    | هو ریونگ (خدای ببر)              | [ ۷ ] |
| ۲۰۲۲ | گلیچ                | هو بو را (جوانی)                 |       |

## جوایز و نامزدی‌ها
| مراسم جوایز            | سال  | دسته                  | نامزد / اثر      | نتیجه    | منابع  |
| ---------------------- | ---- | --------------------- | ---------------- | -------- | ------ |
| نهمین جوایز مدل آسیایی | ۲۰۱۴ | مدل بچه کره           | جو یه رین        | برنده    | [ ۸ ]  |
| جوایز درامای ام‌بی‌سی    | ۲۰۱۸ | بهترین بازیگر زن جوان | قایم‌موشک         | برنده    | [ ۹ ]  |
| جوایز درامای اس‌بی‌اس    | ۲۰۲۱ | جایزه دزد سکانس       | عاشقان آسمان سرخ | نامزدشده | [ ۱۰ ] |